# Łódzki Klub Sportowy
Il Łódzki Klub Sportowy, meglio noto come ŁKS Łódź o solamente ŁKS, è una società polisportiva polacca con sede nella città di Łódź. È nota principalmente per la sua sezione calcistica, che milita nella I liga, la seconda divisione del campionato polacco di calcio. Sono attive anche le sezioni di atletica leggera, pallacanestro e di pallavolo, mentre in passato era attiva anche la sezione di hockey su ghiaccio.
Fondato nel 1908, è tra i più antichi club del paese e fu tra i fondatori della Federazione calcistica della Polonia nel 1927. In bacheca vanta due campionati polacchi (1958 e 1997-1998) e una Coppa di Polonia (1957) e occupa il sesto posto nella classifica perpetua della Ekstraklasa, la massima divisione polacca. Vive un'accesa rivalità con l'altra squadra cittadina, il Widzew Łódź.
Il club fallì nel maggio 2013 e fu rifondato come sodalizio tra tifosi e investitori locali, ripartendo dalla quinta serie del campionato polacco di calcio.

## Palmarès

### Competizioni nazionali
- Campionato polacco: 2

1958, 1997-1998
- Coppa di Polonia: 1

1956-1957
- Campionato polacco di seconda divisione: 2

2010-2011, 2022-2023

### Altri piazzamenti
- Campionato polacco:

Secondo posto: 1954
Terzo posto: 1933, 1957, 1992-1993
- Coppa di Polonia:

Finalista: 1993-1994
Semifinalista: 1964-1965, 1979-1980, 1985-1986, 1986-1987, 1991-1992
- Supercoppa di Polonia:

Finalista: 1994, 1998

## Statistiche e record

### Partecipazione ai campionati
| Livello | Categoria          | Partecipazioni | Debutto   | Ultima stagione | Totale |
| ------- | ------------------ | -------------- | --------- | --------------- | ------ |
| 1º      | Campionato polacco | 4              | 1921      | 1925            | 70     |
| 1º      | Liga               | 12             | 1927      | 1938            | 70     |
| 1º      | I liga             | 51             | 1948      | 2007-2008       | 70     |
| 1º      | Ekstraklasa        | 3              | 2011-2012 | 2023-2024       | 70     |
| 2º      | Klasa A            | 2              | 1924      | 1926            | 20     |
| 2º      | Liga okręgowa      | 1              | 1939      | 1939            | 20     |
| 2º      | II liga            | 10             | 1953      | 2005-2006       | 20     |
| 2º      | I liga             | 7              | 2009-2010 | 2022-2023       | 20     |
| 3º      | II liga            | 1              | 2017-2018 | 2017-2018       | 1      |
| 4º      | III liga           | 3              | 2014-2015 | 2016-2017       | 3      |
| 5º      | IV liga            | 1              | 2013-2014 | 2013-2014       | 1      |

## Organico

### Rosa 2024-2025
Aggiornata al 19 settembre 2024.
| N. |                        | Ruolo | Calciatore           |
| -- | ---------------------- | ----- | -------------------- |
| 1  | Polonia (bandiera)     | P     | Aleksander Bobek     |
| 2  | Svizzera (bandiera)    | D     | Levent Gülen         |
| 3  | Lituania (bandiera)    | D     | Artemijus Tutyškinas |
| 4  | Azerbaigian (bandiera) | D     | Rahil Məmmədov       |
| 5  | Polonia (bandiera)     | D     | Marcin Flis          |
| 6  | Argentina (bandiera)   | C     | Thiago Ceijas        |
| 8  | Polonia (bandiera)     | D     | Kamil Dankowski      |
| 9  | Paesi Bassi (bandiera) | A     | Kay Tejan            |
| 10 | Spagna (bandiera)      | C     | Pirulo               |
| 11 | Germania (bandiera)    | C     | Engjëll Hoti         |
| 12 | Lituania (bandiera)    | P     | Tomasz Kucharski     |
| 14 | Polonia (bandiera)     | C     | Michał Mokrzycki     |
| 15 | Polonia (bandiera)     | C     | Antoni Młynarczyk    |
| 16 | Spagna (bandiera)      | C     | Dani Ramírez         |
| 17 | Polonia (bandiera)     | C     | Grzegorz Glapka      |
| 18 | Danimarca (bandiera)   | D     | Riza Durmisi         |
| 19 | Polonia (bandiera)     | C     | Jędrzej Zając        |
| 20 | Polonia (bandiera)     | C     | Piotr Janczukowicz   |

| N. |                                 | Ruolo | Calciatore        |
| -- | ------------------------------- | ----- | ----------------- |
| 21 | Bosnia ed Erzegovina (bandiera) | A     | Stipe Jurić       |
| 22 | Polonia (bandiera)              | C     | Jan Łabędzki      |
| 23 | Polonia (bandiera)              | C     | Maciej Śliwa      |
| 24 | Francia (bandiera)              | D     | Adrien Louveau    |
| 25 | Polonia (bandiera)              | P     | Michał Kołba      |
| 26 | Polonia (bandiera)              | D     | Bartosz Szeliga   |
| 27 | Austria (bandiera)              | A     | Stefan Feiertag   |
| 29 | Paesi Bassi (bandiera)          | C     | Anton Fase        |
| 30 | Polonia (bandiera)              | D     | Oskar Koprowski   |
| 31 | Polonia (bandiera)              | C     | Marcel Wszołek    |
| 32 | Polonia (bandiera)              | D     | Oliwier Sławiński |
| 37 | Polonia (bandiera)              | D     | Piotr Głowacki    |
| 70 | Austria (bandiera)              | C     | Husein Balić      |
| 77 | Polonia (bandiera)              | C     | Ricardo Gonçalves |
| 88 | Polonia (bandiera)              | D     | Adam Marciniak    |
| 99 | Polonia (bandiera)              | P     | Dawid Arndt       |
|    | Iran (bandiera)                 | C     | Yadegar Rostami   |

### Rose delle stagioni precedenti
- stagione 2011-2012